# Camilla Hott Johansen
Camilla Hott Johansen es una deportista noruega que compitió en triatlón. Ganó tres medallas en el Campeonato Europeo de Triatlón de Invierno entre los años 2005 y 2009.

## Palmarés internacional
| Campeonato Europeo | Campeonato Europeo      | Campeonato Europeo | Campeonato Europeo |
| Año                | Lugar                   | Medalla            | Prueba             |
| ------------------ | ----------------------- | ------------------ | ------------------ |
| 2005               | Freudenstadt (Alemania) | Medalla de bronce  | Individual         |
| 2006               | Schilpario (Italia)     | Medalla de bronce  | Individual         |
| 2009               | Látky (Eslovaquia)      | Medalla de oro     | Individual         |